# Permodiscus
Permodiscus es un género de foraminífero bentónico de la subfamilia Asteroarchaediscinae, de la familia Archaediscidae, de la superfamilia Archaediscoidea, del suborden Fusulinina y del orden Fusulinida. Su especie tipo es Permodiscus vetustus. Su rango cronoestratigráfico abarca desde el Viseense (Carbonífero inferior) hasta el Bashkiriense (Carbonífero superior).

## Discusión
Algunas clasificaciones más recientes incluyen Permodiscus en el Suborden Archaediscina, del Orden Archaediscida, de la Subclase Afusulinana y de la Clase Fusulinata.

## Clasificación
Permodiscus incluye a las siguientes especies:
- Permodiscus bucculentus †
- Permodiscus contractus †
- Permodiscus haitongensis †
- Permodiscus praecommunis †
- Permodiscus praeimpressus †
- Permodiscus praetenuis †
- Permodiscus rotundus †
- Permodiscus subsphericus †
- Permodiscus sumsariensis †
- Permodiscus uniensis †
- Permodiscus vetustus †

En Permodiscus se ha considerado el siguiente subgénero:
- Permodiscus (Planospirodiscus), aceptado como género Planospirodiscus